# Lapenty
Lapenty é uma comuna francesa na região administrativa da Normandia, no departamento Mancha. Estende-se por uma área de 15,1 km². Em 2010 a comuna tinha 377 habitantes (densidade: 25 hab./km²).